# بادامه (داراب)
بادامه، روستایی در دهستان رستاق بخش رستاق شهرستان داراب در استان فارس ایران است.

## جمعیت
بر پایه سرشماری عمومی نفوس و مسکن در سال ۱۳۹۵، جمعیت این روستا برابر با ۲۱۲ نفر (۷۴ خانوار) بوده است.